# Хидајет Туркоглу
Хидајет Туркоглу (тур. Hidayet Türkoğlu; Истанбул, 19. март 1979) је бивши турски кошаркаш, који је играо 15 сезона у НБА лиги. Играо је на позицији крила.

## Каријера
Туркоглу је кошаркашку каријеру започео 1996. године у екипи Ефес Пилсена, за који је наступао до 2000. године. Помогао је Ефесу да 2000. дође до фајнал фора Евролиге, а исте године је изабран као 16. пик на НБА драфту од стране Сакраменто кингса, који су тих година били међу најбољим екипама НБА лиге.
Био је први кошаркаш из Турске који се опробао у НБА, а период прилагођавања америчкој кошарци су му олакшали саиграчи Владе Дивац и Предраг Стојаковић, тада велике европске звезде у најквалитетнијој лиги света. Туркоглу је значајно напредовао у другој сезони, када је уврштен у избор за најбољег шестог играча лиге, након што је у просеку бележио 10,1 поен, 4.5 скокова и 2 асистенције.
У Кингсима се задржао четири сезоне, а затим је трејдован у Сан Антонио спарсе, где се задржао само једну сезону. Након тога прелази у Орландо меџик, где проводи наредних пет сезона и постаје један од носилаца игре тима са Флориде. Туркоглу је тада играо најбољу кошарку у каријери, а потврда тога стиже 2008. године у виду награде за играча који је највише напредовао у сезони 2007/08. То је била и најбоља НБА сезона турског аса, што показују и статистички параметри – просечно је бележио 19,5 поена, 5.7 скокова и 5 асистенција, а био је и стартер на 82 меча регуларног дела сезоне. Наредне сезоне је са Орландом играо велико финале НБА, у коме су поражени у 5 мечева од стране Лос Анђелес лејкерса.
Наредне сезоне Туркоглу напушта Орландо меџик и каријеру наставља у екипи Торонто репторса, а затим одлази у Финикс сансе, после чега се поново враћа у Орландо, у клуб у коме је остварио највеће успехе. Последње две сезоне је наступао за Лос Анђелес клиперсе, где је као ветеран бележио доста скромније партије уз знатно мање минута на паркету. У новембру 2015. је објавио крај каријере.
Са кошаркашком репрезентацијом Турске освојио је две сребрне медаље, на Европском првенству 2001. и на Светском првенству 2010. године.

## Остало
Његова породица је пореклом из околине Сјенице у Старој Рашкој, а једно време су живели у месту Лажани код Прилепа. По доласку у Турску, своје дотадашње презиме Рамићевић променили су у Туркоглу, што на турском језику значи „турски син”. Туркоглу говори српски језик и током играња за Сакраменто кингсе постао је велики пријатељ са српским кошаркашима, Владом Дивцем и Предрагом Стојаковићем, који су га популарно звали „брат Хидо”. Симпатизер је фудбалског клуба Партизан.